# Суперліга (Швейцарія)
Чемпіона́т Швейца́рії з футбо́лу, Швейца́рська Суперлі́га — найсильніша ліга Швейцарії з футболу. У ній беруть участь футбольні клуби не тільки зі Швейцарії, але і з Ліхтенштейну, так як там немає власної футбольної ліги.

## Формат
Після ребрендингу та реструктуризації Національної ліги А на Суперлігу, починаючи з сезону 2003–04, ліга мала формат для 10 клубів. З сезону 2023–24 ліга грає за новим форматом. Відтепер Суперліга знову складається з 12 клубів.
Сезон ділиться на два етапи:
На першому етапі всі дванадцять команд грають одна з одною тричі, загалом 33 матчі.
Після цього ліга поділяється на дві групи по шість у кожній, чемпіонську та групу на виліт.
Кожна команда зіграє з кожною командою у своїй групі один раз (по п’ять матчів кожна), загалом 38 матчів.
Чемпіонська група розігруватиме звання чемпіона Швейцарії та кваліфікацію до Єврокубків.
Група на виліт виявляє найгіршу команду, що вибуває (останнє місце) і кваліфікацію до плей-оф на виліт (передостаннє місце).
Очки, здобуті на першому етапі, переносяться на другий етап.
У матчах Суперліги використовується відеоасистент арбітра.

## Призери та бомбардир
| Сезон   | 1-е місце    | 2-е місце         | 3-е місце         | Бомбардир(и) |
| ------- | ------------ | ----------------- | ----------------- | --- |
| 1933-34 | Серветт      | Грасхоппер        | ФК Лугано         | Леопольд Кільгольц («Серветт») — 40 м'ячів                                                                            |
| 1934-35 | Лозанна      | Серветт           | Лугано            | Енгельберт Беш («Берн») — 27 м'ячів                                                                                   |
| 1935-36 | Лозанна      | Янг Фелловз Цюрих | Грасхоппер        | Віллі Єггі («Лозанна») — 30 м'ячів                                                                                    |
| 1936-37 | Грасхоппер   | Янг Бойз          | Янг Фелловз Цюрих | Алессандро Фріджеріо («Янг Фелловз Цюрих») — 23 м'ячі                                                                 |
| 1937-38 | Лугано       | Грасхоппер        | Янг Бойз          | Нюма Моннар («Базель») — 20 м'ячів                                                                                    |
| 1938-39 | Грасхоппер   | Гренхен           | Лугано            | Йозеф Артімович («Гренхен») — 15 м'ячів                                                                               |
| 1939-40 | Серветт      | Гренхен           | Грасхоппер        | Жорж Ебі («Сервет») — 22 м'ячі                                                                                        |
| 1940-41 | Лугано       | Янг Бойз          | Сервет            | Алессандро Фріджеріо («Лугано») — 26 м'ячів                                                                           |
| 1941-42 | Грасхоппер   | Гренхен           | Серветт           | Алессандро Фріджеріо («Лугано») — 23 м'ячі                                                                            |
| 1942-43 | Грасхоппер   | Лугано            | Лозанна           | Лауро Амадо («Грассгоппер») — 31 м'яч                                                                                 |
| 1943-44 | Лозанна      | Сервет            | Лугано            | Еріх Андрес («ЯФ Цюрих») — 23 м'ячі                                                                                   |
| 1944-45 | Грасхоппер   | Лугано            | Янг Бойз          | Ганс-Петер Фрідлендер («Грасхоппер») — 26 м'ячів                                                                      |
| 1945-46 | Сервет       | Лугано            | Лозанна           | Ганс-Петер Фрідлендер («Грасхоппер») — 25 м'ячів                                                                      |
| 1946-47 | Біль         | Лозанна           | Лугано            | Лауро Амадо («Грассгоппер») — 19 м'ячів Ганс Блазер (Янг Бойз) — 19 м'ячів                                            |
| 1947-48 | Беллінцона   | Біль              | Лозанна           | Йозеф Рігетті («Гренхен») — 26 м'ячів                                                                                 |
| 1948-49 | Лугано       | Базель            | Ла Шо-де-Фон      | Жак Фаттон («Серветт») — 21 м'яч                                                                                      |
| 1949-50 | Серветт      | Базель            | Лозанна           | Жак Фаттон («Серветт») — 32 м'ячі                                                                                     |
| 1950-51 | Лозанна      | К'яссо            | Ла Шо-де-Фон      | Ганс-Петер Фрідлендер («Лозанна») — 22 м'ячі                                                                          |
| 1951-52 | Грасхоппер   | Цюрих             | К'яссо            | Йозеф Гюгі («Базель») — 24 м'ячі                                                                                      |
| 1952-53 | Базель       | Янг Бойз          | Грасхоппер        | Йозеф Гюгі («Базель») — 24 м'ячі Ойген Маєр (Янг Бойз) — 24 м'ячі                                                     |
| 1953-54 | Ла Шо-де-Фон | Грасхоппер        | Лозанна           | Йозеф Гюгі («Базель») — 29 м'ячів                                                                                     |
| 1954-55 | Ла Шо-де-Фон | Лозанна           | Грассгоппер       | Марсель Маурон («Ла Шо-де-Фон») — 30 м'ячів                                                                           |
| 1955-56 | Грассгоппер  | Ла Шо-де-Фон      | Янг Бойз          | Бранислав Вукосавлевич («Грассгоппер») — 33 м'ячі                                                                     |
| 1956-57 | Янг Бойз     | Грассгоппер       | Ла Шо-де-Фон      | Адріан Кауер («Ла Шо-де-Фон») — 29 м'ячів                                                                             |
| 1957-58 | Янг Бойз     | Грасхоппер        | К'яссо            | Ернст Вехсельбергер (Янг Бойз) — 22 м'ячі                                                                             |
| 1958-59 | Янг Бойз     | Гренхен           | Цюрих             | Ойген Маєр (Янг Бойз) — 24 м'ячі                                                                                      |
| 1959-60 | Янг Бойз     | Біль              | Ла Шо-де-Фон      | Віллі Шнайдер (Янг Бойз) — 25 м'ячів                                                                                  |
| 1960-61 | Серветт      | Янг Бойз          | Цюрих             | Джуліано Роббіані («Грассгоппер») — 27 м'ячів                                                                         |
| 1961-62 | Серветт      | Лозанна           | Ла Шо-де-Фон      | Жак Фаттон («Серветт») — 25 м'ячів                                                                                    |
| 1962-63 | Цюрих        | Лозанна           | Ла Шо-де-Фон      | Петер фон Бург («Цюрих») — 24 м'ячі                                                                                   |
| 1963-64 | Ла Шо-де-Фон | Цюрих             | Гренхен           | Мішель Десбіоль («Серветт») — 23 м'ячі                                                                                |
| 1964-65 | Лозанна      | Янг Бойз          | Сервет            | Рольф Блеттлер («Грассгоппер») — 19 м'ячів П'єр Керкгоффс («Лозанна») — 19 м'ячів                                     |
| 1965-66 | Цюрих        | Сервет            | Лозанна           | Рольф Блеттлер («Грассгоппер») — 28 м'ячів                                                                            |
| 1966-67 | Базель       | Цюрих             | ФК Лугано         | Рольф Блеттлер («Грассгоппер») — 24 м'ячі Фріц Кюнцлі («Цюрих») — 24 м'ячі                                            |
| 1967-68 | Цюрих        | Грасхоппер        | ФК Лугано         | Фріц Кюнцлі («Цюрих») — 28 м'ячів                                                                                     |
| 1968-69 | Базель       | Лозанна           | Цюрих             | Ганс-Отто Петерс («Біль-Б'єнн») — 24 м'ячі                                                                            |
| 1969-70 | Базель       | Лозанна           | Цюрих             | Фріц Кюнцлі («Цюрих») — 19 м'ячів                                                                                     |
| 1970-71 | Грасхоппер   | Базель            | ФК Лугано         | Вальтер Мюллер («Янг Бойз») — 19 м'ячів                                                                               |
| 1971-72 | Базель       | Цюрих             | Грасхоппер        | Герберт Діммелер («Вінтертур») — 17 м'ячів Бернд Дерфель («Серветт») — 17 м'ячів                                      |
| 1972-73 | Базель       | Грасхоппер        | ФК Сьйон          | Уве Гран («Лозанна») — 18 м'ячів Оттмар Гіцфельд («Базель») — 18 м'ячів                                               |
| 1973-74 | Цюрих        | Грасхоппер        | Сервет            | Даніель Жандюпо («Цюрих») — 22 м'ячі                                                                                  |
| 1974-75 | Цюрих        | Янг Бойз          | Грасхоппер        | Ілія Катич («Цюрих») — 23 м'ячі                                                                                       |
| 1975-76 | Цюрих        | Сервет            | Базель            | Петер Різі («Цюрих») — 33 м'ячі                                                                                       |
| 1976-77 | Базель       | Сервет            | Цюрих             | Франко Кучінотта («Цюрих») — 28 м'ячів                                                                                |
| 1977-78 | Грасхоппер   | Сервет            | Базель            | Фріц Кюнцлі («Цюрих») — 21 м'яч                                                                                       |
| 1978-79 | Сервет       | Цюрих             | Грасхоппер        | Петер Різі («Цюрих») — 16 м'ячів                                                                                      |
| 1979-80 | Базель       | Грасхоппер        | Сервет            | Клаудіо Сульсер («Грассгоппер») — 25 м'ячів                                                                           |
| 1980-81 | Цюрих        | Грасхоппер        | Ксамакс           | Петер Різі («Люцерн») — 18 м'ячів                                                                                     |
| 1981-82 | Грасхоппер   | Сервет            | Цюрих             | Клаудіо Сульсер («Грассгоппер») — 23 м'ячі                                                                            |
| 1982-83 | Грасхоппер   | Сервет            | ФК Санкт-Галлен   | Жан-Поль Брігге («Серветт») — 23 м'ячі                                                                                |
| 1983-84 | Грасхоппер   | Сервет            | ФК Сьйон          | Жорж Брежі («Сьйон») — 21 м'яч                                                                                        |
| 1984-85 | Сервет       | Арау              | Ксамакс           | Домінік Сіна («Сьйон») — 24 м'ячі                                                                                     |
| 1985-86 | Янг Бойз     | Ксамакс           | Люцерн            | Стеєн Тюкосен («Лозанна») — 21 м'яч                                                                                   |
| 1986-87 | Ксамакс      | Грассгоппер       | ФК Сьйон          | Йон Еріксен («Серветт») — 28 м'ячів                                                                                   |
| 1987-88 | Ксамакс      | Сервет            | Арау              | Йон Еріксен («Серветт») — 16 м'ячів                                                                                   |
| 1988-89 | Люцерн       | Грассгоппер       | ФК Сьйон          | Карл-Гайнц Румменігге («Серветт») — 18 м'ячів                                                                         |
| 1989-90 | Грассгоппер  | Лозанна           | Ксамакс           | Іван Саморано («Санкт-Галлен») — 17 м'ячів                                                                            |
| 1990-91 | Грассгоппер  | ФК Сьйон          | Ксамакс           | Стефан Шапюїза («Лозанна») — 13 м'ячів                                                                                |
| 1991-92 | ФК Сьйон     | Ксамакс           | Грассгоппер       | Міклош Мольнар («Серветт») — 18 м'ячів                                                                                |
| 1992-93 | Арау         | Янг Бойз          | Сервет            | Сонні Андерсон («Серветт») — 20 м'ячів                                                                                |
| 1993-94 | Сервет       | Грассгоппер       | ФК Сьйон          | Сонні Андерсон («Серветт») — 21 м'яч                                                                                  |
| 1994-95 | Грассгоппер  | Сервет            | Ксамакс           | Нестор Сюб'ят («Грассгоппер») — 14 м'ячів                                                                             |
| 1995-96 | Грассгоппер  | ФК Сьйон          | Ксамакс           | Віорел Молдован («Ксамакс») — 19 м'ячів                                                                               |
| 1996-97 | ФК Сьйон     | Ксамакс           | Грассгоппер       | Віорел Молдован («Грассгоппер») — 27 м'ячів                                                                           |
| 1997-98 | Грассгоппер  | Сервет            | Лозанна           | Віорел Молдован («Грассгоппер») — 17 м'ячів                                                                           |
| 1998-99 | Сервет       | Грассгоппер       | Лозанна           | Александр Рей («Сервет») — 12 м'ячів                                                                                  |
| 1999-00 | Санкт-Галлен | Лозанна           | Базель            | Чарльз Амоа («Санкт-Галлен») — 16 м'ячів                                                                              |
| 2000-01 | Грассгоппер  | Лугано            | Санкт-Галлен      | Стефан Шапюїза («Грассгоппер») — 21 м'яч Крістіан Хіменес («Лугано») — 21 м'яч                                        |
| 2001-02 | Базель       | Грассгоппер       | Лугано            | Річард Нуньєс («Грассгоппер») — 28 м'ячів Крістіан Хіменес («Базель») — 28 м'ячів                                     |
| 2002-03 | Грассгоппер  | Базель            | Ксамакс           | Річард Нуньєс («Грассгоппер») — 27 м'ячів                                                                             |
| 2003-04 | Базель       | Янг Бойз          | Сервет            | Стефан Шапюїза (Янг Бойз) — 23 м'ячі                                                                                  |
| 2004-05 | Базель       | Тун               | Грассгоппер       | Крістіан Хіменес («Базель») — 27 м'ячів                                                                               |
| 2005-06 | Цюрих        | Базель            | Янг Бойз          | Алассан Кейта («Цюрих») — 20 м'ячі                                                                                    |
| 2006-07 | Цюрих        | Базель            | ФК Сьйон          | Младен Петрич («Базель») — 19 м'ячів                                                                                  |
| 2007-08 | Базель       | Янг Бойз          | Цюрих             | Хакан Якін (Янг Бойз) — 24 м'ячі                                                                                      |
| 2008-09 | Цюрих        | Янг Бойз          | Базель            | Сейду Думбія (Янг Бойз) — 20 м'ячів                                                                                   |
| 2009-10 | Базель       | Янг Бойз          | Грассгоппер       | Сейду Думбія (Янг Бойз) — 30 м'ячів                                                                                   |
| 2010-11 | Базель       | Цюрих             | Янг Бойз          | Александер Фрай («Базель») — 27 м'ячів                                                                                |
| 2011-12 | Базель       | Люцерн            | Янг Бойз          | Александер Фрай («Базель») — 24 м'ячі                                                                                 |
| 2012-13 | Базель       | Грассгоппер       | Санкт-Галлен      | Есек'єль Скаріоне («Санкт-Галлен») — 21 м'яч                                                                          |
| 2013-14 | Базель       | Грассгоппер       | Янг Бойз          | Шкельзен Гаші («Грассгоппер») — 19 м'ячів                                                                             |
| 2014-15 | Базель       | Янг Бойз          | Цюрих             | Шкельзен Гаші («Грассгоппер») — 22 м'ячі                                                                              |
| 2015-16 | Базель       | Янг Бойз          | Люцерн            | Моанес Дабур («Грассгоппер») — 19 м'ячів                                                                              |
| 2016-17 | Базель       | Янг Бойз          | Лугано            | Сейду Думбія («Базель») — 20 м'ячів                                                                                   |
| 2017-18 | Янг Бойз     | Базель            | Люцерн            | Альб'ян Аєті («Базель» та «Санкт-Галлен») — 17 м'ячів                                                                 |
| 2018-19 | Янг Бойз     | Базель            | Лугано            | Гійом Оаро («Янг Бойз») — 24 м'ячі                                                                                    |
| 2019-20 | Янг Бойз     | Санкт-Галлен      | Базель            | Жан-П'єр Нсаме («Янг Бойз») — 32 м'ячі                                                                                |
| 2020-21 | Янг Бойз     | Базель            | Серветт           | Жан-П'єр Нсаме («Янг Бойз») — 19 м'ячів                                                                               |
| 2021-22 | Цюрих        | Базель            | Янг Бойз          | Жордан Сібачо («Янг Бойз») — 22 м'ячі                                                                                 |
| 2022-23 | Янг Бойз     | Серветт           | Лугано            | Жан-П'єр Нсаме («Янг Бойз») — 20 м'ячів                                                                               |
| 2023-24 | Янг Бойз     | Лугано            | Серветт           | Жан Целар («Лугано») — 14 м'ячів Кевін Карлос («Івердон Спорт») — 14 м'ячів Шадрак Аколо («Санкт-Галлен») — 14 м'ячів |
| 2024-25 | Базель       | Серветт           | Янг Бойз          | Джердан Шачірі («Базель») — 18 м'ячів                                                                                 |

## Титули
| Перемоги | Клуб               | Переможні роки |
| -------- | ------------------ | --- |
| 27       | Грассгоппер        | 1898, 1900, 1901, 1905, 1921, 1927, 1928, 1931, 1937, 1939, 1942, 1943, 1945, 1952, 1956, 1971, 1978, 1982, 1983, 1984, 1990, 1991, 1995, 1996, 1998, 2001, 2003 |
| 21       | Базель             | 1953, 1967, 1969, 1970, 1972, 1973, 1977, 1980, 2002, 2004, 2005, 2008, 2010, 2011, 2012, 2013, 2014, 2015, 2016, 2017, 2025                                     |
| 17       | Сервет             | 1907, 1918, 1922, 1925, 1926, 1930, 1933, 1934, 1940, 1946, 1950, 1961, 1962, 1979, 1985, 1994, 1999                                                             |
| 17       | Янг Бойз           | 1903, 1909, 1910, 1911, 1920, 1929, 1957, 1958, 1959, 1960, 1986, 2018, 2019, 2020, 2021, 2023, 2024                                                             |
| 13       | Цюрих              | 1902, 1924, 1963, 1966, 1968, 1974, 1975, 1976, 1981, 2006, 2007, 2009, 2022                                                                                     |
| 7        | Лозанна            | 1913, 1932, 1935, 1936, 1944, 1951, 1965 |
| 3        | Арау               | 1912, 1914, 1993 |
| 3        | Ла Шо-де-Фон       | 1954, 1955, 1964 |
| 3        | ФК Лугано          | 1938, 1941, 1949 |
| 3        | Вінтертур          | 1906, 1908, 1917 |
| 2        | Невшатель Ксамакс  | 1987, 1988 |
| 2        | ФК Сьйон           | 1992, 1997 |
| 2        | Санкт-Галлен       | 1904, 2000 |
| 1        | Люцерн             | 1989 |
| 1        | Беллінцона         | 1948 |
| 1        | Біль               | 1947 |
| 1        | Брюль Санкт-Галлен | 1915 |
| 1        | Етуаль-Спортінг    | 1919 |

## Українці в Суперлізі
Гравці
| Гравець            | Клуб      | Сезон     | Ігри | Голи |
| ------------------ | --------- | --------- | ---- | ---- |
| Євген Луценко      | «Лозанна» | 1999/2000 | 14   | 0    |
| Євген Луценко      | «Лозанна» | 2000/2001 | 23   | 0    |
| Євген Луценко      | «Лозанна» | 2001/2002 | 27   | 1    |
| Сергій Скаченко    | «Ксамакс» | 2000/2001 | 10   | 8    |
| Сергій Скаченко    | «Арау»    | 2002/2003 | 4    | 0    |
| Валентин Полтавець | «Віль»    | 2003/2004 | 12   | 0    |

Тренери
| Тренер            | Клуб   | Час роботи              | Днів на посаді | Досягнення, примітки |
| ----------------- | ------ | ----------------------- | -------------- | -------------------- |
| Олександр Заваров | «Віль» | 01.07.2003 - 01.12.2003 | 153            |                      |